# Julius C. Burrows

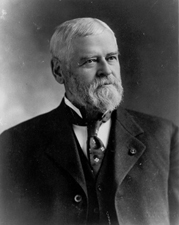
Julius C. Burrows

Julius Caesar Burrows (* 9. Januar 1837 in North East, Erie County, Pennsylvania; † 16. November 1915 in Kalamazoo, Michigan) war ein US-amerikanischer Politiker, der den Bundesstaat Michigan in beiden Kammern des Kongresses vertrat.

## Leben
Burrows studierte Jurisprudenz und wurde 1859 in Jefferson in Ohio als Anwalt zugelassen. Nach einem Umzug 1860 nach Richland arbeitete er als Schuldirektor beim Richland Seminar und übte seit 1861 eine Anwaltstätigkeit im nahegelegenen Kalamazoo aus. 1862 stellte er eine Infanteriekompanie auf, um als deren Hauptmann (Captain) am Bürgerkrieg bis zum Herbst 1863 teilzunehmen. 
Von 1866 bis 1870 war er als Staatsanwalt für das Kalamazoo County tätig. 1872 erfolgte die Wahl als Republikaner in das Repräsentantenhaus der Vereinigten Staaten (43. US-Kongress, 1873 bis 1875). Nachdem er zunächst die Wiederwahl verfehlt hatte, gelang ihm der Einzug in gleicher Funktion in den 46., 47., 48. und auch den 49. Kongress (1879 bis 1895). Burrows wurde 1895 als republikanischer Nachfolger von Francis B. Stockbridge in den Senat der Vereinigten Staaten gewählt und in den Jahren 1899 und 1905 wiedergewählt, so dass er vom 24. Januar 1895 bis zum 4. März 1911 dieses Mandat innehatte. Im Jahr 1910 bewarb er sich erfolglos um die erneute Nominierung seiner Partei. Noch bis 1912 fungierte er als stellvertretender Vorsitzender der National Monetary Commission; anschließend setzte er sich zur Ruhe.